# 青森県道44号青森環状野内線
青森県道44号青森環状野内線（あおもりけんどう44ごう あおもりかんじょうのないせん）は、青森県青森市を通る県道（主要地方道）である。

## 概要
青森市古川1丁目で国道7号から南西へ分岐し、陸上自衛隊青森駐屯地で南に進路を変える。青森市安田で青森環状道路と重複してさらに南に分岐、青森市高田で東または北東に進路を変え、国道4号を交差後に終点青森市野内で青森県道259号久栗坂造道線に至る。
古川から浪館までの区間は、「浪館通り」と呼ばれる。毎年9月第一日曜日に行われる青森県民駅伝のルートの一部にもなっている。

### 路線データ
- 起点 : 青森市[1]（国道7号交点、古川交差点）
- 終点 : 青森市大字野内[1]（青森県道259号交点）
- 距離：27.043km[2]

## 歴史
- 1961年（昭和36年）2月10日 - 青森県が県道青森環状野内線として県道認定[1]。
- 1993年（平成5年）5月11日 - 建設省により県道青森環状野内線が主要地方道青森環状野内線に指定される[3]。

## 路線状況

### 重複区間
- 国道7号（青森市安田・地内）
- 青森県道47号青森東インター線（青森県道123号清水川滝沢野内線・青森県道257号後平馬屋尻線重複）（青森市三本木川崎・地内）

## 地理

### 通過する自治体
- 青森県青森市

### 交差する道路
- 国道7号（青森市古川1丁目、起点）
- 国道7号青森環状道路（青森市安田）
- 青森県道27号青森浪岡線（青森市荒川）
- 青森県道122号酸ケ湯高田線（青森市高田）
- 青森県道44号青森環状野内線・支線（青森市野木）
- 国道103号横内バイパス（青森市横内）
- 国道103号（青森市横内）
- 青森県道40号青森田代十和田線（青森市幸畑）
- 青森県道124号駒込筒井線（青森市駒込）
- 青森県道47号青森東インター線（青森県道123号清水川滝沢野内線・青森県道257号後平馬屋尻線重複区間・青森市三本木）
- 国道4号青森東バイパス（青森市宮田）
- 青森県道259号久栗坂造道線（青森市野内、終点）

支線
- 青森県道44号青森環状野内線・現道から分岐
- 青森県道27号青森浪岡線・青森県道120号荒川青森停車場線（青森市荒川）

### 沿線の施設など
- 陸上自衛隊青森駐屯地
- 青森県総合運動公園
- 東北電力ネットワーク青森変電所
- 青森大学・短期大学
- 青森スピードパーク
- 昭和大仏
- 新青森県総合運動公園
- 青い森鉄道線 野内駅
- 青森市立古川中学校